# Martyna Buliżańska
Martyna Buliżańska (ur. 6 stycznia 1994) – polska poetka.
Laureatka Wrocławskiej Nagrody Poetyckiej Silesius 2014 w kategorii debiut roku za tomik Moja jest ta ziemia. Za ten sam tomik otrzymała III nagrodę X Ogólnopolskiego Konkursu Literackiego „Złoty Środek Poezji” 2014 na najlepszy poetycki debiut książkowy 2013. Mieszka we Aleksandrowie Kujawskim.

## Poezja
- Połów. Poetyckie debiuty 2010 (Biuro Literackie, Wrocław 2011) – antologia
- Moja jest ta ziemia (Biuro Literackie, Wrocław 2013)
- Wizyjna (Biuro Literackie, Stronie Śląskie 2017)[3]